# Pombero
El Pombero (en guaraní, Pombéro), también conocido como «Pomberito», es una especie de duende o espíritu de la cultura guaraní que se encuentra en las zonas rurales. Este es una leyenda propia del acervo cultural del Paraguay, aunque también es conocido en el nordeste de Argentina, sur de Brasil, sur de Bolivia y norte de Uruguay.
Se lo conoce también con los siguientes nombres:
- Pyrague (‘Pies peludos’)
- Karai Pyhare (Señor de la Noche en español, es conocido de esta forma por los paraguayos)
- Kuarahy Jára (Dueño del sol, tal como se lo conoce en el mito de los mbyá de Río Grande del Sur en Brasil, en los Esteros del Iberá, y en la provincia argentina de Misiones)
- Chopombe (‘Don Pombero’)

## Aspecto físico
No deja que vean su rostro. Casi siempre se lo representa con un gran sombrero de paja y según algunas versiones, ropa negra. Tiene la capacidad, según algunas leyendas, de convertirse en un ave, en un tronco flotante, u objetos inertes.  Su presencia se asocia con un distante silbido, especialmente en entornos rurales, y su capacidad metamórfica le permite observar discretamente la conducta humana. Su voz se caracteriza por un marcado ceceo en su pronunciación. [cita requerida]

## Forma en que actúa
Su papel primordial es de cuidador de la naturaleza y los animales salvajes; en los esteros del Iberá se lo conoce como Kuarahy Jara, o "Dueño del Sol", y protector de las aves. Se lo considera un ser amistoso si se le deja ofrendas por la noche como miel o caña y disfruta en particular del petí o tabaco; en comunidades urbanas modernas, se dice que pide marihuana u otros artículos ilegales. Duerme en taperas y hornos abandonados como el Tatakua. Posee una actitud lasciva con las mujeres, en particular con las embarazadas; es común en ciertas regiones rurales explicar embarazos insopechados por su actividad.
Se enoja excesivamente si algún cazador mata más presas de las que no consumirá. Si eso ocurre, se transforma en cualquier animal o planta y con argucias induce al infractor a internarse en lo profundo del monte donde se pierde. Lo mismo sucede con el pescador, o aquel que tala árboles que no utilizará.

Generalmente, la gente del campo le pide favores tales como hacer crecer los cultivos en abundancia, cuidar de los animales de corral, etc. Pero después de pedirle un favor no deben olvidarse jamás de hacer la misma ofrenda todas las noches durante 30 días, porque si lo olvidan, despertarán su furia haciendo innumerables maldades en aquel hogar. Es capaz de llevarse la cerveza de una reunión dejando a los invitados en estado de conmoción.

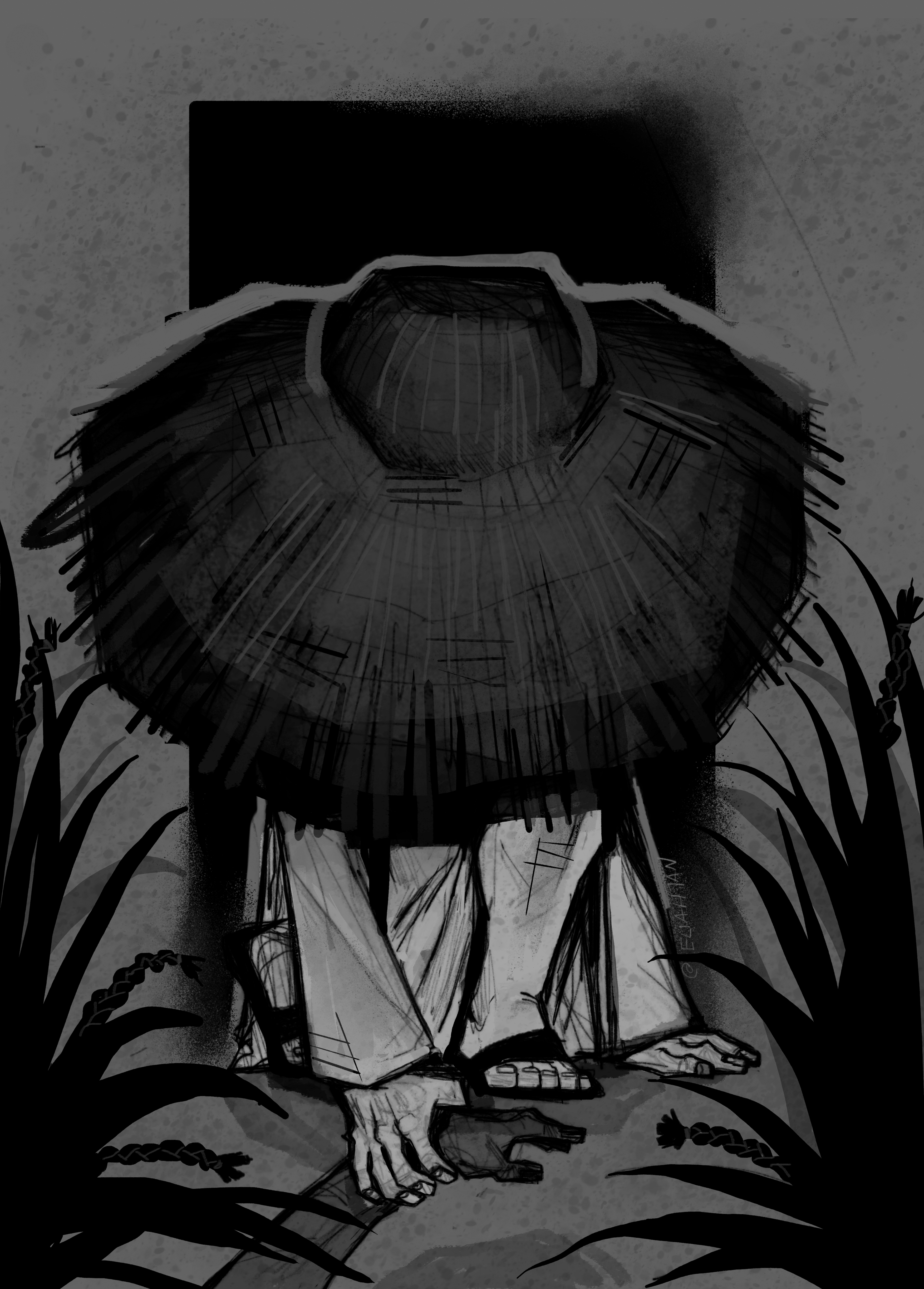
Interpretación del Duende en las tradiciones orales del oriente boliviano.

[cita requerida] Si el Pombero es enemigo, se cree que uno está expuesto a innumerables peligros dentro del bosque, porque siempre con engaños, intentará desorientarlo y extraviarlo en la espesura. Algunas veces provoca extraños accidentes dentro de las casas, como por ejemplo que se cierren solas las puertas, o caigan utensilios de la cocina misteriosamente. Los que están enemistados con él, en las noches, suelen escuchar pasos y voces en los alrededores de la casa.[cita requerida]

## Mitos similares
Entre los mapuche (araucanos) y habitantes de Chiloé, hay también un ser similar al Kurupí, llamado Trauco, que persigue a las mujeres. Es igualmente un ser bajo y lascivo que pertenece a las regiones boscosas del sur de Chile.
Como Baquita de san Antonio y el Negrito del Pastoreo del folklore del Brasil, el Pombero interviene también en la búsqueda de los objetos perdidos. Por eso se oye decir: «¡Pomberito, Pomberito, si me hacés encontrar [aquí el nombre del objeto perdido] yo te ofrezco tabaquito!». Esta promesa debe ser cumplida para evitar que el Pombero se enoje, como acostumbra hacerlo.

## Origen del nombre
El origen del nombre quizá lo encontramos en el sur del Brasil, donde se llama «Pombeiro» al que espía. Igualmente los aborígenes guaraníes llamaban al que marchaba en las líneas de avanzada, reconociendo el terreno, antes y durante los malones. Por su actitud de acecho, quizá Pombero derive de estas fonías aunque puede derivar de la expresión guaraní «Po mberu» (‘Mano de mosca’), que puede aludir a lo silencioso e imperceptible de este genio de la noche.[cita requerida]

## El Pombero en la cultura popular
El mito del pombero ha sido estudiado en un programa documental sobre temas paranormales (especialmente Criptozoología) del canal Sci-Fi llamado Destination Truth (Destino: La Verdad) en el capítulo 6 de su primera temporada titulado «El Luisón y el Pombero».
El álbum Sr. Pombero de la banda Kchiporros basa su nombre en este personaje.
En noviembre del 2020, el estudio paraguayo Inside Studios lanzó el videojuego Pombero - The Lord of Night (Pombero - El Señor de la Noche), recibiendo críticas mixtas.
En junio de 2024 se lanzó otro videojuego llamado Pomberito de la desarrolladora Lara the Pitbull con un 9/10 en Steam.